# Ölandet
Ölandet är en ö i Finland. Den ligger i Finska viken och i kommunen Borgå i den ekonomiska regionen  Borgå i landskapet Nyland, i den södra delen av landet. Ön ligger omkring 52 kilometer öster om Helsingfors.
Öns area är 2,99 kvadratkilometer och dess största längd är 3,2 kilometer i öst-västlig riktning.